# Heute Abend wollen wir tanzen geh'n
«Heute Abend wollen wir tanzen geh'n» (‘Aquesta nit volem anar a ballar’) va ser la cançó alemanya al Festival de la Cançó d'Eurovisió 1959, interpretada en alemany per Alice i Ellen Kessler i compost per Helmut Zander. En aquesta època, les germanes Kessler eren molt populars i l'exponent del gènere del Schlager típic de l'Alemanya del postguerra, que s'inspirava de la cultura pop que els soldats nord-americans havien importat.
La cançó va ser interpretada en sisena posició a la nit (després de Teddy Scholten dels Països Baixos amb «Een Beetje» i abans de Brita Borg de Suècia amb «Augustin». Al final de la votació, va rebre 5 punts, i va acabar al 8è lloc de 11. Va ser una de les primeres cançons on surt el mot anglès teenager, ‘adolescent’, que era molt nou aleshores per a designar aquest grup de consumidors creixent.
La cançó és un número moderadament accelerat, amb les cantants suggerint-li a un noi que volen anar a ballar «sense fre fins al matí de l'endemà».
Va ser seguida com a representant alemany al Festival de la Cançó d'Eurovisió 1960 per Wyn Hoop amb «Bonne nuit ma chérie».